# Epitrimerus rivalis
Epitrimerus rivalis är en spindeldjursart som beskrevs av Roivainen 1947. Epitrimerus rivalis ingår i släktet Epitrimerus, och familjen Eriophyidae. Arten är reproducerande i Sverige.